# Wolofowie

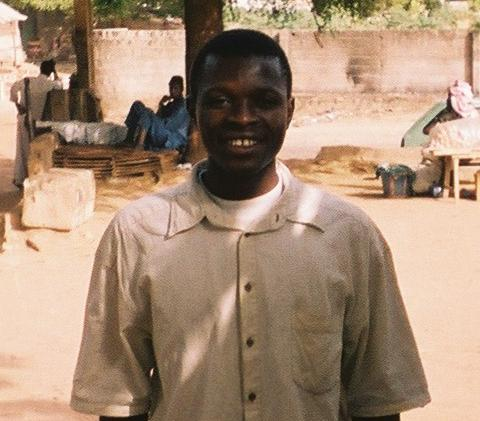
Młody mężczyzna z ludu Wolofów, Gambia

Wolofowie (także: Wolof, Jolof, Djolof, Dżolof) – grupa etniczna w Senegalu, Gambii i Mauretanii. W Senegalu stanowią najliczniejszą grupę ludnościową.
Wolofowie zamieszkują w Senegalu głównie tereny na wschód i północ od Dakaru oraz wybrzeża Oceanu Atlantyckiego, w Gambii głównie w zachodniej części kraju. W Mauretanii koncentrują się głównie na południowym zachodzie.
Społeczeństwo Wolofów było dawniej podzielone na klasy o określonej pozycji społecznej: najwyżej w hierarchii stali wodzowie, dowódcy wojskowi i arystokracja, niżej rzemieślnicy i rolnicy, a najniższą pozycję zajmowali kowale. Struktura społeczna była ponadto oparta na rodach z matrylinearnym systemem pokrewieństwa. Między XIII a XIX wiekiem Wolofowie tworzyli organizację państwową na terenach obecnej Senegambii – królestwo Dżolof.
Tradycyjnym zajęciem Wolofów jest handel i żarowe rolnictwo, w mniejszym zakresie także rybołówstwo, myślistwo i hodowla. Lud ten posiada także dobrze rozwinięte rzemiosło – głównie tkactwo oraz obróbka metali, drewna i kości.
Wolofowie kontrolują dziś znaczną część handlu w regionie, zwłaszcza w Senegalu. Posługują się językiem wolof, który dzięki ich dominacji ekonomicznej i liczebnej staje się powoli lingua franca w tej części świata, wypierając z tej roli języki francuski i angielski.
Zdecydowana większość Wolofów wyznaje islam.